# Kupa na Sŭvet·skata armiya 1961-1962
La Coppa dell'Esercito sovietico 1961-1962 è stata la 17ª edizione di questo trofeo, e la 22ª in generale di una coppa nazionale bulgara di calcio, terminata il 12 agosto 1962. Il Botev Plovdiv ha vinto il trofeo per la prima volta.

## Sedicesimi di finale
| Squadra 1           | Totale          | Squadra 2               | Andata | Ritorno |
| ------------------- | --------------- | ----------------------- | ------ | ------- |
| CSKA Sofia          | 13 – 0          | Petar Bonev Perushtitsa | 13 - 0 | 0 - 0   |
| Lokomotiv Plovdiv   | 2 – 3           | Dobrudža                | 1 - 0  | 1 - 3   |
| Dimitrovgrad        | 2 – 4           | Slavia Sofia            | 1 - 1  | 1 - 3   |
| Levski Karlovo      | 2 – 5           | Botev Plovdiv           | 1 - 1  | 1 - 4   |
| Spartak Pleven      | 1 – 0           | Akademic Svištov        | 1 - 0  | 0 - 0   |
| Šumen               | 0 – 6           | Černo More Varna        | 0 - 1  | 0 - 5   |
| Botev Vraca         | 3 – 2           | Lokomotiv Sofia         | 2 - 0  | 1 - 2   |
| Spartak Sofia       | 1 – 1 (4-3 dtr) | Rozova Dolina           | 1 - 1  | 0 - 0   |
| Spartak Plovdiv     | 8 – 3           | Tundzha Yambol          | 7 - 0  | 1 - 3   |
| Minjor Kyustendil   | 1 – 8           | Minjor Pernik           | 1 - 3  | 0 - 5   |
| Arda Kărdžali       | 5 – 8           | Beroe                   | 3 - 4  | 2 - 4   |
| Raketa Gabrovnitsa  | 1 – 5           | Bdin                    | 0 - 1  | 1 - 4   |
| Belasica Petrič     | 1 – 7           | Marek Dupnica           | 1 - 2  | 0 - 5   |
| Spartak Varna       | 5 – 0           | Dorostol Silistra       | 1 - 0  | 4 - 0   |
| Jantra Gabrovo      | 2 – 6           | Levski Sofia            | 2 - 4  | 0 - 2   |
| DTK Parvi May Varna | 0 – 3           | Dunav Ruse              | 0 - 2  | 0 - 1   |

## Ottavi di finale
| Squadra 1        | Totale          | Squadra 2       | Andata | Ritorno |
| ---------------- | --------------- | --------------- | ------ | ------- |
| Beroe            | 2 – 1           | Spartak Varna   | 1 - 0  | 1 - 1   |
| Minjor Pernik    | 4 – 5           | Spartak Plovdiv | 4 - 2  | 0 - 3   |
| Bdin             | 0 – 1           | Levski Sofia    | 0 - 1  | 0 - 0   |
| Botev Plovdiv    | 3 – 1           | Spartak Pleven  | 2 - 0  | 1 - 1   |
| Slavia Sofia     | 4 – 4 (4-5 dtr) | Marek Dupnica   | 3 - 1  | 1 - 3   |
| Spartak Sofia    | 4 – 2           | Dobrudža        | 2 - 1  | 2 - 1   |
| Dunav Ruse       | 4 – 2           | Botev Vraca     | 3 - 0  | 1 - 2   |
| Černo More Varna | 3 – 2           | CSKA Sofia      | 3 - 0  | 0 - 2   |

## Quarti di finale
| Squadra 1        | Totale          | Squadra 2       | Andata | Ritorno |
| ---------------- | --------------- | --------------- | ------ | ------- |
| Levski Sofia     | 2 – 5           | Spartak Plovdiv | 2 - 0  | 0 - 5   |
| Marek Dupnica    | 2 – 2 (0-5 dtr) | Beroe           | 1 - 2  | 1 - 0   |
| Černo More Varna | 1 – 2           | Dunav Ruse      | 1 - 1  | 0 - 1   |
| Botev Plovdiv    | 6 – 4           | Spartak Sofia   | 3 - 2  | 3 - 2   |

## Semifinali
| Squadra 1     | Totale | Squadra 2       | Andata | Ritorno |
| ------------- | ------ | --------------- | ------ | ------- |
| Botev Plovdiv | 5 – 2  | Spartak Plovdiv | 1 - 1  | 4 - 1   |
| Beroe         | 1 – 4  | Dunav Ruse      | 1 - 1  | 0 - 3   |

## Finale
| Arbitro: | Kostadin Dinov |

|                                              |           |  |
| Dermendžiev 33’ Haralampiev 53’ Chakarov 76’ | Marcatori |  |